# 토론토 로드러너스
| 토론토 로드러너스 | |
| 콘퍼런스          | 서부 콘퍼런스 (2003년~2004년) |
| 디비전            | 노스 디비전 (2003년~2004년) |
| 설립연도          | 2003년 |
| 해체연도          | 2004년 |
| 역사              | 노바스코샤 오일러스 (1984년~1988년) 케이프브레턴 오일러스 (1988년~1996년) 해밀턴 불독스 (1996년~2002년) 토론토 로드러너스 (2003년~2004년) 에드먼턴 로드 러너스 (2004년~2005년) 오클라호마시티 배런스 (2010년~2015년) 베이커즈필드 콘더스 (2015년~현재) |
| 경기장            | 리코 콜리시엄 |
| 연고지            | 온타리오주 토론토 |
| 상징색            | 남색, 금, 회색 |
| 구단주            | |
| 단장              | |
| 감독              | |
| NHL 제휴          | |
| ECHL 제휴         | |
| 정규시즌 우승     | |
| 콘퍼런스 우승     | |
| 디비전 우승       | |
| 칼더 컵           | |
| 영구 결번         | |

토론토 로드러너스(Toronto Roadrunners)는 캐나다 온타리오주 토론토을 연고지로 하는 2003년부터 2004년까지 AHL 소속되었던 아이스 하키팀이다.
2004년 연고지를 앨버타주 에드먼턴 (에드먼턴 로드 러너스)로 이전했다.

## 역대 홈경기장
| 토론토 로드러너스 |               |          |                   |      |
| 경기장            | 사용기간      | 수용인원 | 장소              | 비고 |
| 리코 콜리시엄     | 2003년~2004년 | 7,851명  | 온타리오주 토론토 | 빈칸 |